# Le Prince du Nil
Le Prince du Nil est le onzième album de la série de bande dessinée Alix, écrite et dessinée par Jacques Martin. Il a été publié en 1974 aux éditions Casterman.

## Synopsis
Alix accompagne Enak dans le sud de l'Égypte, où se trouve un royaume nubien, celui du pharaon Ramès Menkharâ, dont le jeune égyptien serait l'héritier perdu. Il découvre rapidement qu'il ne s'agit que d'une habile manœuvre pour le faire venir et le contraindre à assassiner Jules César. Alix refuse et après une tentative de fuite avortée avec Enak, il est envoyé comme esclave sur le chantier de la pyramide construite par le pharaon du royaume nubien où l'on tente alors de le tuer. Il est attaché torse nu et à genoux à une croix plantée dans le sol et fouetté. Des hyènes arrivent, tentent de le tuer mais il réussit à s'en sortir.
Mais les dieux ont d'autres projets pour le royaume des Menkharâ et pour Alix.

## Personnages
Alix Graccus
Enakest un prince égyptien à partir de cette histoire.
Ramès MenkharâPharaon régnant sur le royaume des Menkharâ. Pensant être destiné à diriger tout le royaume d'Égypte, il a accepté le plan de ses conseillers pour faire assassiner César. Il condamnera Alix à l'esclavage.
Quaâ MenkharâErmite roux et imprécateur, c'est le frère du roi. Il a été abandonné enfant dans le désert en raison de la couleur de ses cheveux, considérée comme maudite. Il sera le seul des Menkharâ à survivre. Il réapparaîtra dans Ô Alexandrie.
Sais MenkharâSœur du roi, courtisée par le nubien Djerkao de Méroé. C'est une belle femme d'un caractère emporté et incendiaire. Elle tombe amoureuse d'Alix et va tout faire pour le sauver des griffes des conseillers de son frère aîné et de son esclavage.